# Filosofia da física
Considerando-se que a física sempre esteve associada à Filosofia Natural desde a antiguidade até tempos mais recentes, pode-se considerar que a filosofia da Física seja a mais antiga disciplina filosófica da história. A reflexão humana sobre o mundo físico precedeu historicamente a reflexão sobre a natureza de nossos próprios pensamentos e de nossas interações sociais com outros seres humanos. No entanto, Filosofia da Física, como disciplina, surge durante o Renascimento e começa a ser aprofundada durante o Iluminismo, tendo um caráter mais epistemológico com o avançar dos séculos.
À parte o fato de, na visão de vários cientistas atuais, as considerações filosóficas sobre a ciência e a física não impliquem influências diretas em suas atividades ou métodos de trabalho como cientistas no dia-a-dia, a Filosofia da Física envolve uma combinação de assuntos conceituais, metodológicos, epistemológicos e até mesmo metafísicos. Um dos primeiros estudos da Filosofia da Física foi refletir que a Física lida com os componentes mais fundamentais do Universo. Surge daí um pensamento onde possivelmente tudo deva ser reduzido a isso; surge então o determinismo científico, onde tudo que existe não passa de simples partículas e que os movimentos destas são para sempre determinados quando se mensuram as posições e as velocidades de todas as partículas no momento atual. Em outras palavras, conhecendo-se as posições de todas as partículas do Universo e as suas respetivas velocidades em um dado instante, poder-se-ia conhecer com exatidão todo o passado e o futuro, fosse qual fosse o instante desejado. Esta forma de pensar liga-se diretamente ao reducionismo. Segundo essa linha de pensamento, é possível estabelecer leis básicas que descrevam completamente o comportamento do Universo. Nestes termos, todo o conhecimento pode ser reduzido a estas leis básicas. Por exemplo, todos os fenômenos químicos podem ser deduzidos da Mecânica Quântica se o número de cálculos envolvidos for viável. 
O principal objetivo da Física seria então encontrar estas leis básicas que regem o Universo. O reducionismo coloca a Física na posição de ciência a mais básica de todas - pois, a partir dela, seria possível, em princípio, chegar-se ao mesmo conhecimento produzido em todas as outras - embora não implique no descarte das demais, pois essas tratariam com as suas próprias metodologias os fenômenos naturais mais complexos, consolidando-se em áreas que, por questões práticas, estariam fora do alcance da Física.

## Noções
Com a Física em posição de ciência mais fundamental, segundo o determinismo e o reducionismo, certas questões metafísicas, como especulações sobre o tempo, a existência e as origens do Universo, e outras, deveriam ser enviadas à Física para obterem-se respostas segundo seus moldes. Nestes termos, seja qual for a resposta que a Física apresente para conceitos como tempo, causa e ação, ou mesmo identidade, estas deveriam ser consideradas em princípio corretas. Entretanto, se as noções tradicionais metafísicas entrarem em confronto com uma Física bem enraizada, então essas noções metafísicas deixariam de ter significado ou dever-se-ia questionar a validade dos conhecimentos sobre o mundo físico providos pela Física. Como ponto relevante, filósofos da Física têm se esforçado para investigar qualquer confronto possível entre a Metafísica e a Física.
A Física tem sido considerada historicamente o modelo de ciência para todas as outras ciências, naturais ou humanas, tanto por filósofos quanto por cientistas. A Sociologia, ainda nos seus primórdios com Auguste Comte, na primeira metade do século XIX, era chamada de "Física Social". Além do mais, dentro da construção do senso comum, a Física detém os melhores métodos que a ciência pode conceber. Mas também é argumentável que a Física tem os seus próprios métodos, diferentes daqueles de outras ciências, e particularmente aplicáveis à própria disciplina e incomensuráveis a outras. Mesmo dentro da Física, os métodos podem variar e serem incomensuráveis.
Os filósofos da Física colaboram juntamente com os físicos para entender os conceitos que eles empregam em suas pesquisas. A Física ocupa uma posição privilegiada dentre as ciências, já que lida com os mais arraigados conceitos cotidianos. O próprio conceito de cotidiano já foi várias vezes abalado com as mudanças de pontos de vista da Física. Por exemplo, a revolução copernicana, trazendo o heliocentrismo ao primeiro plano, quebrando o paradigma geocentrista defendido pela Igreja Católica na Idade Média; a unificação da Física dos Céus e da Terra com a gravitação universal de Newton; a unificação dos conhecimentos de eletricidade e magnetismo por Maxwell. As viagens no tempo e os buracos negros começaram a ganhar espaço dentro do imaginário popular a partir da Relatividade Geral de Albert Einstein. O advento da Mecânica Quântica trouxe um baque 
às ontologias reducionistas e deterministas ligadas à mecânica newtoniana, sendo que a própria Física indiretamente os criara.

## Método científico e Epistemologia
Os cientistas em Física usam o método científico para validar uma teoria, usando uma aproximação metodológica para comparar as implicações da teoria com as conclusões obtidas de experimentos e observações especialmente conduzidos para testar a teoria. Os experimentos e observações são feitos com propósito pré-definido, para se coletar e comparar os dados obtidos por estes com as previsões e teses feitas por um físico teórico, assim ajudando na validade ou não de uma teoria .
As hipóteses integrantes de uma teoria que são suportadas por dados confiáveis geralmente de natureza abrangente e que nunca falharam frente a qualquer tentativa de "falsificação", nas palavras de Karl Popper, são chamadas de leis científicas ou leis naturais. Naturalmente, todas as teorias, inclusive aquelas integradas por leis naturais, bem como estas mesmas, podem ser modificadas ou substituídas por outras mais precisas, quando uma anomalia que "falsifica" a teoria for encontrada. Entretanto, isto não é linear. Uma teoria ou um conjunto de teorias podem ser mantidos mesmo que haja anomalias que os invalidem. 
Segundo Imre Lakatos, um conjunto de teorias, que é chamado por ele de "programas de pesquisa", é mantido mesmo com várias anomalias. Para que o "programa de pesquisa" se mantenha, tais anomalias são "encaixadas" em um "cinturão protetor" de hipóteses e teses, que podem ser modificados conforme o advento das anomalias encontradas pela Física Experimental, embora o "núcleo central", ou seja, a tese básica do programa de pesquisa, deve ser mantida integralmente. Um "programa de pesquisa" é superado apenas quando o "cinturão protetor" já não é capaz de suportar novas anomalias. Para Lakatos, a substituição de programas de pesquisa  coincide com revoluções na história da ciência. Os "programas de pesquisa" vencedores podem englobar ou não programas de pesquisa superados. A evolução dos "programas de pesquisa" de Lakatos é semelhante à tese de mudanças de paradigma defendida por Thomas Kuhn como base do desenvolvimento da Ciência. As Leis de Newton, por exemplo, estão embebidas dentro da Relatividade, assim como toda a Mecânica Newtoniana, e, mesmo que suas aplicabilidades não sejam mais universais, os três princípios de Newton ainda são chamados de "leis" e a mecânica newtoniana ainda é ensinada nas escolas de ensino médio de todo o mundo.
Embora para um cientista moderno o método de trabalho que emprega geralmente apresente-se, ao menos para ele, bem definido e claro, a natureza do método científico também é motivo para vários debates filosóficos. Vários filósofos apoiam a ideia da inexistência de um único método científico "inscrito em pedra", e até mesmo a sua inexistência. Entretanto, se opõem a qualquer tentativa de estruturação do método científico, que inclui a enumeração dos passos, visto frequentemente na educação de ciências. Alguns filósofos, como Karl Popper, negam a existência do método científico; embora incluso no método científico segundo seus defensores, para Popper existe apenas um método universal, a tentativa e erro.

## Física estatística

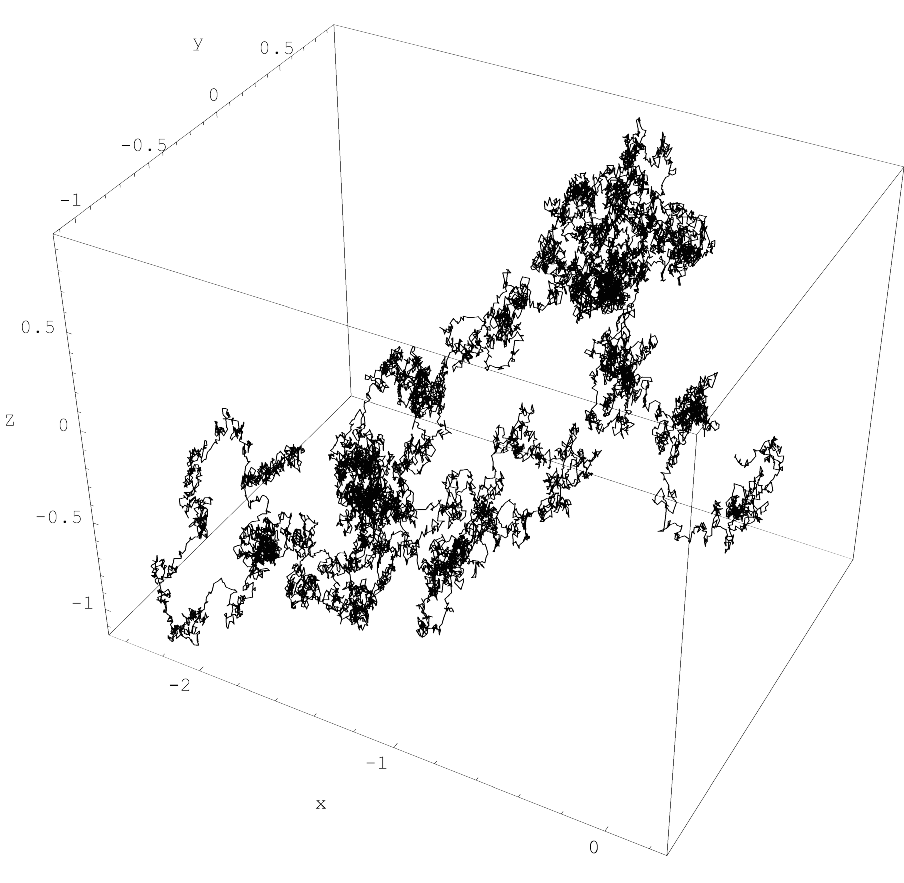
Gráfico representando o movimento browniano em três dimensões

A física estatística tem por objetivo de estudo os sistemas constituídos por "incontáveis" partículas, tantas que se torna impraticável a sua descrição através da descrição de cada uma das suas partículas. Tais sistemas não são raros, e uma simples amostra de gás confinado em uma garrafa seria um exemplo. As ferramentas para solução da questão residem nos conceitos de probabilidade e de estatística.
Surge de forma inerente um problema filosófico em relação ao questionamento sobre a exata definição de probabilidade. Alguns filósofos sugerem que a probabilidade seja a medida da "ignorância" sobre um número real. Entretanto, esta definição é bastante subjetiva e não explica o sentido de probabilidade usada pela Física Estatística ou pela Mecânica Quântica. Em termos físicos, a probabilidade ganha um sentido mais concreto. A probabilidade é uma propriedade intrínseca a alguns processos físicos e não depende do "nível de conhecimento" do físico experimental. Um átomo pode decair radioativamente sob certa probabilidade entre 0 e 1 e isso não depende da quantidade de "ignorância" do observador. Isso é fundamental para a própria existência da Física Estatística, que é a teoria dos processos físicos probabilísticos.
Dentro dos processos probabilísticos está arraigada a noção de entropia, conceito fundamental também em termodinâmica. Ludwig Boltzmann propôs que a "direção" do tempo é determinada pela entropia. Desde então, os filósofos debatem contra e a favor da tese de Boltzmann. Para alguns, a entropia, em termodinâmica, não pode ser generalizada para eventos universais. É necessário que haja determinismo estrito e pontual, inconcebível dentro da Mecânica Quântica; a direção do tempo determinado pela entropia não passaria de um ponto de vista metafísico. Entretanto, outros afirmam que é absolutamente possível conciliar as duas teorias e que a direção do tempo é realmente determinada pela entropia. A segunda corrente de ideias está grandemente relacionada ao relacionalismo de Gottfried Wilhelm Leibniz, onde o tempo existiria apenas se existissem objetos e eventos em constante complexidade, que pode ser traduzida como a própria entropia.

## Tempo e espaço

### Absolutismo e Relacionalismo

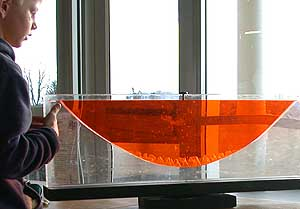
Dois líquidos imiscíveis em rotação em relação a um eixo vertical, como proposto na experiência do balde de Newton: nota-se a concavidade (paraboloide) do líquido superior

O debate que discute a natureza do tempo e espaço, que podem ser vistos como objetos reais, absolutos, ou simplesmente ordenações relacionais de objetos reais, começou com um debate entre Isaac Newton, por meio de seu porta-voz Samuel Clarke, e de Leibniz. Argumentando contra a posição absolutista, Leibniz mostra vários experimentos mentais para comprovar que, assumindo a existência de fatos como local e velocidade absolutos, isso levará a uma contradição. Estes argumentos se baseiam em dois princípios centrais de Leibniz, o princípio da razão suficiente e a identidade dos indiscerníveis. Segundo o princípio da razão suficiente de Leibniz, nada será sem que haja uma razão para sua existência ou sem que haja uma explicação para sua existência. Segundo o princípio da identidade dos indiscerníveis, dois objetos são iguais, indiscerníveis, se compartilham das mesmas propriedades.
Por exemplo, em um de seus experimentos mentais, Leibniz imaginou dois universos situados em um espaço absoluto. A única diferença entre eles é que o segundo universo está situado a cinco metros a esquerda do primeiro, uma possibilidade realista se o espaço absoluto existir. Entretanto, tal situação não existe porque, se o universo foi posicionado em um espaço absoluto, estaria em qualquer local do espaço. Não foi dado anteriormente nenhuma coordenada de posição para o segundo universo dentro do primeiro, e este segundo universo estaria a cinco metros a esquerda de qualquer posição do primeiro universo. Em outras palavras, o segundo universo poderia estar em qualquer lugar dentro do primeiro e, portanto, não haveria razão da existência de dois universos simultâneos, assim ferindo o princípio da razão suficiente. Além disso, admitindo a existência de dois universos simultâneos, não poderiam ser identificados separadamente, pois exibem as mesmas propriedades, considerando-se o princípio da identidade dos indiscerníveis.
Respondendo a Leibniz, Newton, por meio de Clarke, mostrou o experimento mental do balde com água. Se um balde com água estiver pendurado por uma corda, sem movimentos, suas superfície será plana. Entretanto, se o balde for posto para girar, a superfície da água será côncava (paraboloide) e permanecerá côncava se o balde parar de girar até a própria água parar de girar em seu interior. Clarke e Newton defendem a necessidade da existência do espaço absoluto para explicar fenômenos como a rotação e a aceleração que não podem ser contabilizados em um pensamento relacionalista puro. Clarke afirma que se a concavidade da superfície da água ocorre no balde giratório assim como em um balde parado contendo água em rotação, então isso só pode ser explicado afirmando que a água está girando em relação a uma terceira coisa, chamada de espaço absoluto.
Leibniz descreve um espaço que existe somente como a relação entre objetos e que, portanto, não tem existência a parte da existência dos objetos; o movimento existe apenas como uma relação entre objetos. O espaço newtoniano, o absolutismo, provê um referencial absoluto, onde os objetos podem ser mover. No sistema de Newton, o referencial existe independente dos objetos que estão contidos neste. Objetos podem ser descritos em um referencial absoluto tendo como pano de fundo o próprio espaço. Por dois séculos, a evidência empírica da superfície da água côncava ficou em voga. Entretanto, a Relatividade Geral de Albert Einstein trouxe novo fôlego ao Relacionalismo.

### Princípio de Mach
Ernst Mach proveu uma diferente resposta ao experimento mental de Clarke e Newton e defendeu o Relacionalismo de Leibniz. Sua resposta à concavidade da superfície da água estava baseada nas estrelas fixas. Mach sugeriu que experimentos mentais como o balde giratório são problemáticos por mérito próprio. Se o balde estiver girando em relação a um espaço absoluto, observa-se a concavidade da superfície da água. Entretanto, se o universo for o balde giratório; o balde estaria girando em relação a quê? É igualmente possível, nestas condições, que a superfície da água mantenha-se plana.
Mach argumentou que a água em um balde em um universo vazio poderia manter sua superfície plana. Entretanto, introduzindo outros objetos ao universo, como estrelas fixas, a rotação do balde seria observada em relação a outros objetos, e a superfície da água se tornaria côncava. Aumentando-se o número de objetos a este universo, a superfície da água cada vez se tornaria mais côncava, até em um ponto que se tornaria semelhante ao nosso universo. Em resumo, Mach argumentou que o momento (linear ou angular) de um objeto existe como o resultado da soma de efeitos de outros objetos do Universo. Isto ficou conhecido como o princípio de Mach.

### Convencionalismo
Henri Poincaré reagindo negativamente à geometria não-euclidiana proposta por Einstein em sua relatividade, propôs que não existe relação entre a matéria e a geometria do espaçotempo. Poincaré foi além, argumentou que a geometria aplicada a um espaço era decidida por convenção, pois diferentes geometrias poderão descrever um sistema de objetos igualmente bem. Este ponto de vista foi desenvolvido e atualizado por Hans Reichenbach para incluir considerações sobre Relatividade Geral. O convencionalismo de Reichenbach foca em torno da definição de coordenada, que tem duas grandes características. A primeira está relacionada com o comprimento. Isto é motivado pelo fato de que nunca podemos realizar uma medição literalmente direta do comprimento, necessitamos de um objeto físico, um padrão, para realizá-lo. A segunda está relacionada com a separação de objetos. Embora consigamos, presumivelmente, constatar o comprimento de duas barras quanto estão próximas uma da outra, não podemos realizar o mesmo experimento quando estão distantes. Mesmo supondo que as duas barras, mesmo que trazidas perto uma das outra, parecem ter comprimentos iguais, não podemos nos justificar ao dizer que são exatamente iguais em comprimento. Esta impossibilidade limita nossa habilidade de decidir a igualdade de comprimento de dois objetos distantes. Em resumo, a igualdade de comprimento, ou o próprio comprimento, deve ser definido por convenção.
Dentro da Relatividade Geral, a convenção está situada no fato de que a luz percorre sempre percorre uma distância igual para intervalos de tempo iguais. Estruturado nisso está construído a noção de espaçotempo. Assim como o debate entre o relacionalismo e o absolutismo continua, o debate sobre o convencionalismo ainda ocorre na filosofia moderna. O convencionalismo ainda tem vários filósofos como defensores, mas as criticas sobre a coerência dos princípios de Reichenbach sobre a definição de coordenadas levou muitos a verem o convencionalismo de forma  negativa.

### Invariância e covariância
Com base nos resultados obtidos a partir da discussão entre absolutismo e relacionalismo, juntamente com as ferramentas matemáticas desenvolvidas nos séculos XIX e XX, Michael Friedman apresenta uma distinção entre a invariância com base nas transformações matemáticas e a covariância por meio de transformações.
A invariância, ou simetria, aplica-se a objetos e a eventos. Dentro do espaçotempo, ou de qualquer outra geometria, euclidiana ou não, a invariância aplica-se a características de objetos ou eventos que não mudam sob qualquer transformação, como a velocidade da luz nas transformações de Lorentz e o tempo nas transformações de Galileu. A covariância refere-se a um conjunto de características intrínsecas ao objeto ou ao evento que variam mutuamente segundo qualquer transformação. A invariância dentro do espaçotempo determina quais dos objetos ou eventos são invariantes, ou absolutas, e quais são dinâmicas, ou variáveis.
A covariância aplica-se às formulações da teoria. O grupo de características covariantes designa em qual sistema de coordenadas as leis da Física estão aplicadas. A distinção pode ser ilustrada através do experimento mental de Leibniz, no qual o universo está deslocado cinco metros. Neste exemplo, a posição de um objeto não é exatamente uma característica própria, ou seja, sua localização não é invariante. De modo semelhante, o grupo de características covariante dentro da Mecânica Clássica será qualquer sistema de coordenadas que são obtidas de outro sistema através de mudanças de posição assim como outras translações permitidas pela transformação de Galileu.
No caso clássico, o grupo de características invariantes ou simétricas e o grupo de características covariante coincidem, mas tomam caminhos diferentes dentro da Relatividade. O grupo de características invariantes da Relatividade Geral inclui todas as transformações diferenciáveis. Todas as propriedades de um objeto são dinâmicas, não há objetos absolutos. As formulações da Teoria da Relatividade Geral, diferentemente da Mecânica Clássica, não compartilham um padrão, não há uma única formulação que esteja ligada com as transformações. Por outro lado, o grupo de características covariantes da Relatividade Geral é como qualquer outro grupo covariante de outra teoria física qualquer.

### Relatividade

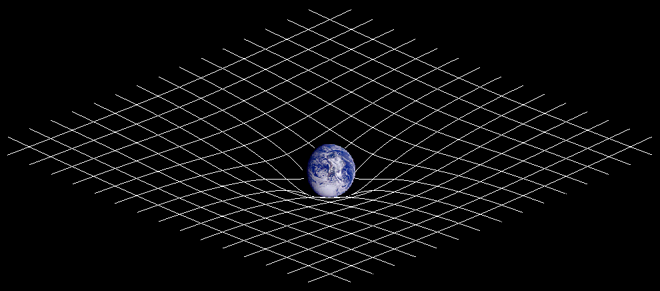
Representação da Terra deformando o espaçotempo em seu torno. As linhas representam geodésicas

A Teoria da Relatividade de Einstein está baseada no princípio da relatividade, que afirma que as leis da Física devem ser as mesmas para todos os observadores, não importando o referencial que usem. A maior dificuldade para esta ideia foi as equações de Maxwell, que incluíam a velocidade da luz no vácuo, juntamente com a ideia de éter luminífero que ainda se tinha na segunda metade do século XIX; a velocidade da luz seria constante apenas tomando como referencial o éter luminífero, em outras palavras, utilizando-se de um espaço absoluto. Entretanto, todas as tentativas de se obter qualquer outro valor para a velocidade da luz conforme as supostas mudanças de velocidade do éter luminífero, como a Experiência de Michelson-Morley, fracassaram. Einstein mostrou como as transformações de Lorentz podem ser derivadas do princípio da relatividade e da invariância da velocidade da luz. A relatividade restrita é uma formalização do principio da relatividade que não contém um referencial absoluto, que Einstein afirmou não existir. Esta conclusão filosófica tornou-se popular entre os físicos, e as novas formas de visão do espaço e tempo influenciaram matemáticos, como Hermann Minkowski. Segundo Minkowski, a realidade permanecerá independente apenas se houver alguma maneira de unir espaço e tempo.
Einstein foi além; generalizou a relatividade para referenciais não-inerciais, utilizando-se do princípio da equivalência, onde a força sentida por um observador em um campo gravitacional e a força (virtual) sentida por um observador em um referencial em aceleração são indistinguíveis. Isto levou à conclusão que a massa de um objeto deforma a geometria do espaço de seu entorno, como descrito pelas equações de campo de Einstein. Um referencial inercial está ligada a uma geodésica do espaçotempo. Um objeto necessita de força para sair de uma geodésica. Um balde de água em rotação irá experimentar uma força não porque está em movimento em relação às estrelas distantes, mas em respeito à geodésica. Einstein vindica parcialmente o principio de Mach, a superfície da água contida em um balde em rotação será côncava, pois está girando em relação às geodésicas. Entretanto, as geodésicas existem mesmo se não houver objetos massivos, relembrando a ideia da independência do espaço e do tempo proposta por Newton.

### Direção do tempo
O problema da direção do tempo surge diretamente de dois fatos contraditórios. Primeiramente, as leis da Natureza, a física fundamental, não se alteram se a direção do tempo for retrógrada. Ou seja, se fosse possível assistir um fenômeno físico com duração de {\displaystyle -t}, como se assistisse um filme ao contrário, as leis da física continuariam as mesmas. Porém, dentro de nossas mentes, não há a possibilidade da reversão do tempo. Um copo quebrado simplesmente não se recomporá e subirá sobre a mesa. Temos memórias do passado e nenhuma do futuro. Não podemos alterar o passado, mas podemos alterar o futuro.
Em uma solução, dentro da metafísica, causa e ação são assimétricas. Sabemos mais sobre o passado porque os elementos do passado são causas para o efeito que é a nossa percepção. Sentimos que não podemos afetar o passado e podemos afetar o futuro porque não podemos afetar o passado e podemos afetar o futuro, nada mais. Entretanto, existem dois grandes problemas a este ponto de vista. Um deles é a dificuldade de se definir causa e ação, levando em consideração que a prioridade temporal da causa sobre o efeito não é meramente uma estipulação. Neste caso, se a definição de causa e efeito estiver sido construída em torno disto, a direção do tempo será circular. O segundo problema refere-se ao poder explanador deste ponto de vista. Este pode até explicar os fenômenos que estimulam a nossa percepção de ação, mas não explica todos os fenômenos temporalmente assimétricos.

### Termodinâmica
Outra solução para este problema encontra-se na termodinâmica, onde a natureza da direção do tempo está relacionada à natureza da própria termodinâmica. A resposta da termodinâmica clássica afirma que nossas teorias físicas básicas é, de fato, reversamente possíveis, a termodinâmica não é. Em particular, a segunda lei da termodinâmica afirma que a rede de entropia de um sistema fechado nunca diminui e isso explica o porquê sempre vemos o vidro quebrar e nunca se recompor; a "complexidade", que pode ser traduzida em "bagunça microscópica", nos fenômenos físicos sempre será a maior.
Apesar de ser uma resposta satisfatória, não significa que esta seja a resposta final. Com o desenvolvimento da mecânica estatística, tornou-se mais complicado se obter tal resposta. Por um lado, a mecânica estatística é bem superior à termodinâmica clássica, no qual pode ser mostrado que o comportamento termodinâmico, como a quebra de um copo, pode ser explicado através das leis fundamentais da Física juntamente com um postulado estatístico. Por outro lado, entretanto, a mecânica estatística, diferentemente da termodinâmica clássica, tem simetria temporal. A segunda lei da termodinâmica, sob o ponto de vista da mecânica estatística, meramente afirma que é provável que a rede de entropia vá aumentar, mas isso não é uma lei absoluta.

## Mecânica Quântica

### Determinismo e indeterminismo
A Mecânica Quântica é uma das teorias cientificas mais bem sucedidas. Suas previsões foram confirmadas por experimentos após experimentos e não há cientistas sérios que duvidem de sua validade. Apresenta uma descrição aceitável sobre o comportamento do mundo microscópico de átomos e partículas elementares. Entretanto, ao se estudar mais profundamente o significado desta teoria, percebe-se que diferentes pessoas têm ideias diferentes. Alguns dizem que a Mecânica Quântica prova que o mundo é indeterminístico, enquanto que outros defendem o determinismo.

#### Probabilidade
Em todo sistema físico, certas propriedades, ou grandezas físicas, estão associadas, como posição, distância, massa, velocidade ou temperatura. Em uma teoria física clássica, isto é, que não tenha a interferência da Mecânica Quântica, um sistema é totalmente descrito apenas com todas as grandezas físicas associadas descritas.
Entretanto, a descrição de grandezas físicas na Mecânica Quântica torna-se complicado. Um sistema já não é mais descrito apenas descrevendo todas as grandezas físicas associadas, mas como sendo um vetor no espaço de Hilbert. Este é um conceito matemático bastante abstrato, que está relacionado às grandezas físicas por meio das regras da teoria. Em geral, não podemos precisar com absoluta segurança uma grandeza física dentro da Mecânica Quântica, mas apenas especificar certa "probabilidade" de se encontrar tal valor quando se realiza uma medida.

#### Incompletude e variáveis ocultas
Surgem então debates sobre a completude da teoria. A Mecânica Quântica informa-nos sobre todos os eventos esperados ou representa apenas uma fração da realidade? Dois elétrons com as mesmas descrições quânticas podem ter comportamentos diferentes. Isto leva muitos a afirmarem que o mundo não é comandado pelo determinismo, os fenômenos dependem da "chance". Segundo eles, torna-se impossível realizar previsões com certeza e isto prova que o mundo é indeterminístico.
Entretanto, outros argumentam que os comportamentos diferentes dos elétrons devem-se a estados inicialmente diferentes dos elétrons, que a Mecânica Quântica não é capaz de descrevê-los, simplesmente porque a Mecânica Quântica é incompleta. Abaixo dos fenômenos quânticos deve haver "variáveis ocultas", que são diferentes para fenômenos que tem a mesma descrição quântica. Assim, a tese das "variáveis ocultas" defende uma realidade determinística; os fenômenos acontecem sob leis da Física estritas, onde não há lugar para chances. Em 1952, David Bohm publicou dois artigos que afirmam exatamente este ponto de vista. Seus resultados concordam com a Mecânica Quântica "ortodoxa"; toda partícula tem comportamento que é explicado segundo a mecânica determinística, mas "potenciais quânticos" inferem os fenômenos não explicados pela Física Clássica.

#### Paradoxo Einstein-Podolsky-Rosen (EPR)
Em 1935, Albert Einstein, Boris Podolsky e Nathan Rosen publicaram um artigo afirmando que a teoria quântica era incompleta, e que havia a necessidade de novas variáveis. No artigo, havia duas assunções fundamentais:
- Se em um sistema que não for perturbado possamos prever com precisão o valor de uma grandeza física, então existe um elemento da realidade física correspondente a esta grandeza física.[74]
- Dois sistemas não podem influenciar mutuamente quando estão grandemente distanciados, todas as interações são "locais".[74]

Ambas as assunções são razoáveis. Parece extremamente insensato descartar o requerimento da localidade, o que se pode fazer aqui na terra não parece estar influenciando outro fenômeno em qualquer outro planeta distante. Einstein, Podolsky e Rosen argumentavam que a teoria quântica era incompleta. Deve haver uma teoria mais completa que explique mais profundamente, dentro de um ponto determinístico, todos os eventos que em que a Mecânica Quântica difere da Mecânica Clássica.

#### Desigualdades de Bell
Em um artigo publicado em 1964, John Bell afirmou que as possíveis "variáveis ocultas" de Einstein, Podolsky e Rosen não são compatíveis empiricamente com a Mecânica Quântica. Se as possíveis variáveis ocultas fossem verdadeiras, existiria uma série de desigualdades, conhecidas como as desigualdades de Bell. Se a Mecânica Quântica ortodoxa for verdadeira, tais desigualdades não ocorrem. A discussão sobre a existência de variáveis ocultas determinísticas e locais saiu do campo filosófico e foi comprovado experimentalmente a sua não existência.
Um dos postulados do paradoxo EPR devia ser abandonado: a localidade ou os elementos de uma realidade física. Os físicos fizeram a escolha de se abandonar a localidade, mas seguiram com ideia das variáveis ocultas não-locais. A teoria de Bohm, que se utilizava da noção de variáveis ocultas, é uma teoria não-local. O potencial quântico de Bohm permite a perturbação de um sistema em outro sistema a grandes distâncias. Além disso, tais variáveis ocultas devem ser também contextuais, ou seja, os resultados as medições podem depender de qual tipo de medidas que foram feitas em outros sistemas. Entretanto, muitos argumentam que a teoria de Bohm deixa de ser determinística ao impor a não-localidade e a contextualização de medidas.

### Incerteza e complementaridade

#### Relações de incerteza de Heisenberg
Entre os mais famosos resultados da Mecânica Quântica são as relações de incerteza de Heisenberg. Entretanto, sua interpretação ainda não obteve consenso. Há duas séries distintas da interpretação das desigualdades que são conhecidas como as relações de incerteza de Heisenberg.
Segundo o próprio Werner Heisenberg em 1925, a incerteza da posição de uma partícula subatômica multiplicada pela incerteza de seu momento nunca será menor do que certa constante numérica. Não se pode, por exemplo, medir a posição e o momento de um elétron ao mesmo tempo; ao se medir a sua posição, comprometemos seu momento, e vice-versa. As relações de incerteza, à primeira vista, parecem derivar da impossibilidade de nosso conhecimento em obter tais grandezas físicas. Entretanto, Heisenberg afirmou que a incerteza é uma propriedade intrínseca à partícula, se não há meios de se definir com precisão uma grandeza física, então tal grandeza não está precisamente definida por natureza.
Heisenberg vai além. Segundo ele, a posição ou o momento de um elétron apenas são definidos porque houve uma medição. Sem a medição, tal elétron não tem posição ou momento definidos. Dois anos mais tarde, E. Kennard provou um teorema que afirma que não se pode ter certeza absoluta de duas variáveis que não comutam. Embora seja o formalismo matemático para o principio de Heisenberg, o teorema provado por Kennard e o principio da incerteza de Heisenberg são objetos diferentes.

#### Dualidade onda-partícula

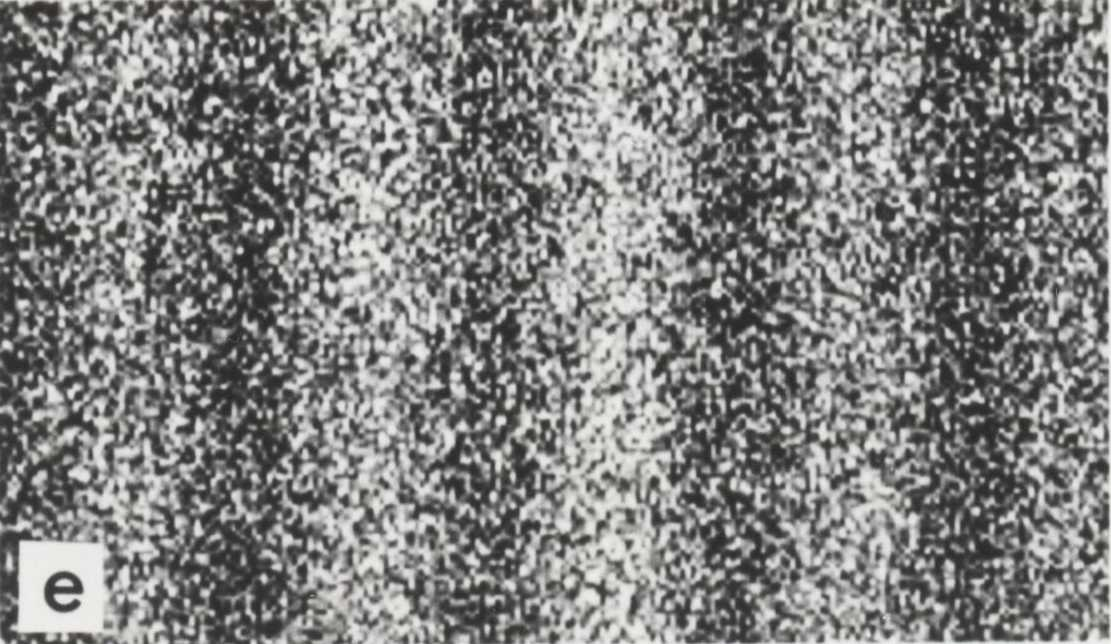
Experiência da dupla fenda realizada com elétrons individuais. No anteparo observa-se um padrão de interferência e ao mesmo tempo pontos brancos que evidenciam o contato local do elétron com o anteparo, evidenciando a dualidade onda-partícula

No século XVII, houve grandes debates sobre a natureza da luz. Alguns físicos, como Isaac Newton, defendiam que a luz era constituída de partículas devido ao seu comportamento particular em algumas circunstâncias (óptica geométrica). Entretanto, a experiência da dupla fenda de James Young mostrou o caráter ondulatório da luz ao se observar a interferência em um anteparo. A teoria eletromagnética de James Clerk Maxwell praticamente consagrou a luz com um caráter ondulatório. Entretanto, a descoberta do efeito fotoelétrico retomou a ideia da natureza corpuscular da luz: a remoção de elétrons de uma chapa metálica pela luz parece depender apenas de sua frequência, não de sua energia. Outras experiências mostravam também o caráter corpuscular da luz, como o surgimento de partículas em chapas fotográficas expostas a fraquíssima luz: se a luz fosse onda, a chapa fotográfica seria gravada de modo uniforme e não com o aparecimento de pequenos pontos.
Louis de Broglie sugeriu em 1924 que o elétron também tem esta propriedade, confirmada experimentalmente através da difração de elétrons em cristais: um padrão de interferência foi observado no anteparo. Tais experiências comprovaram a dualidade onda-partícula das partículas subatômicas. A discussão sobre a verdadeira natureza de tais partículas levou ao surgimento do princípio da complementaridade.

#### Principio da complementaridade de Bohr
A junção da noção de dualidade onda-partícula e o principio da incerteza de Heisenberg levou o dinamarquês Niels Bohr, um dos fundadores da Mecânica Quântica, a postular o que é conhecido como o seu "principio da complementaridade". Segundo Bohr, não se pode dar uma descrição sobre o mundo quântico. Os únicos conceitos que podemos usar são aqueles que descrevem o mundo macroscópico.
Entretanto, podemos usar os conceitos clássicos para descrever fenômenos. Um fenômeno é o resultado de uma medida, alguma coisa que se pode conferir em laboratório e é sempre bem-definido. Os conceitos que podemos usar em uma situação dependem do contexto experimental; podemos apenas usar um conceito se o experimento medir a grandeza física correspondente. Já que grandezas físicas diferentes não podem ser medidas ao mesmo tempo, tais grandezas são complementárias. Grandezas físicas complementárias não podem ser medidas no mesmo experimento, embora ainda se precise de tais informações para dar uma descrição completa do fenômeno.
Dentro do conceito de dualidade onda-partícula, isso significa que precisamos tanto da natureza ondular quanto da natureza corpuscular de um objeto quântico para poder descrevê-lo nos experimentos, mas tais condições não podem ser empregadas ao mesmo tempo. A solução de Bohr nega a possibilidade de se montar um pano de fundo completo para o mundo quântico. Muitos filósofos e físicos não aceitam, e atualmente tentam encontrar modos de poder ver o mundo quântico segundo as acepções que a mente humana está acostumada.

### O problema da medida
Talvez o maior problema dentro da Mecânica Quântica seja o "problema da medida". Um elétron pode ter chances de 50% de ter spin 1/2 ou 50% de ter spin -1/2. Matematicamente, podemos descrever tal estado como uma superposição, ou seja, existe a possibilidade de tal partícula ter spin 1/2 e spin -1/2 ao mesmo tempo, com chances de 50% para ambos. Entretanto, ao se realizar a medida, podemos encontrar ou spin 1/2 ou spin -1/2; o aparelho medidor não vai apontar que a partícula está em ambos os estados ao mesmo tempo.

#### Gato de Schrödinger

Diagrama do experimento mental do gato de Schrödinger

Dentro desse contexto, Erwin Schrödinger elaborou um experimento mental envolvendo um gato. Suponha-se que um gato esteja em uma caixa selada hermeticamente. A caixa também contém um aparelho "diabólico", constituindo-se de um átomo radioativo, um aparelho de medida, um martelo e um frasco de gás venenoso. Quando o átomo radioativo decai, o aparelho de medida percebe o fenômeno, e o martelo quebra o frasco de gás venenoso, que pode ser suficiente para causar a morte do gato.
O decaimento do átomo radioativo é um processo quântico, onde o átomo é uma superposição de "ainda não decaído" e "já decaído"; a chance para "já decaído" aumenta com o passar do tempo. Se o átomo radioativo está em superposição, também podemos dizer que o gato também está em superposição: "gato vivo" e "gato morto" ao mesmo tempo.
Existem duas tentativas de resposta para este problema. Uma das soluções prevê o uso das variáveis ocultas; seria possível averiguar com certeza o momento exato do decaimento do átomo radioativo e, portanto, é possível afirmar se o gato está vivo ou morto em um determinado instante. A segunda tenta resolver o problema da medida por vários outros métodos.

#### Postulado de projeção
A tentativa mais antiga, e a mais seguida, de se resolver o problema da medição, foi elaborada por John Von Neumann. Em 1932, Von Neumann publicou cinco postulados, onde baseia matematicamente a Mecânica Quântica. Em seu quinto postulado, Von Neumann apresenta a sua solução para o problema da medida, conhecida como o "postulado de projeção". O postulado afirma que quando um experimento é realizado em um sistema, tal sistema deixa de estar em superposição e passa para um novo estado onde a grandeza física buscada tem um valor determinado. Segundo Von Neumann, há dois tipos de evolução de sistemas quânticos, o estado normal, quando o sistema segue as leis quânticas, e o estado quando se realiza a medida, quando ocorre uma mudança brusca de evolução e o sistema quântico deixa de seguir as leis quânticas.
Entretanto, o postulado de projeção tem dois grandes problemas: primeiramente, existem realmente dois tipos de evolução temporal? O ato de medida é realmente algo especial dentro da Mecânica Quântica, para que a evolução de um sistema quântico mude bruscamente? Segundamente, o que é realmente uma medida? O que faz de uma medida ser realmente uma medida?

#### Amigo de Wigner
Eugene Wigner também elaborou um experimento mental em uma tentativa radical de se definir o que é medida. Segundo Wigner,
"Estou certo de que minha mente nunca está em superposição. Se eu realizar um experimento direto, estarei certo de encontrar uma e apenas uma medida definida. Não é impossível assumir que uma partícula quântica esteja em superposição, e isto se aplica ao aparelho de medida, mas a minha mente nunca estará em superposição. Se eu observar diretamente uma partícula quântica, uma medida se realizará e isso será descrito segundo o postulado de projeção.
Assumindo que eu tenha um amigo que realizou um experimento quântico, ao perguntar para ele o que ele observou, eu faço uma medida e supostamente reduzo-o da superposição para um estado onde certamente o resultado será claro e não-ambíguo. Mas é plausível afirmar que meu amigo, outro ser consciente, estava em superposição até eu realizar minha medida? Claro que não."
Segundo Wigner, todas as consciências são capazes de realizar medidas, já que a consciência é a única coisa do Universo capaz de medir ela própria. Wigner deseja dar à consciência um papel central dentro da teoria quântica para resolver o problema da medida. Entretanto, muitos acreditam que a ideia de Wigner está deslocada da ciência e afirmam até mesmo que seja risível. Porem, o fato da grande repercussão do experimento mental de Wigner, até mesmo entre os físicos, mostra a seriedade do problema da medida.

#### Colapso instantâneo
Em uma tentativa de resolver o problema da medida sem ter que recorrer a duas evoluções temporais distintas, Ghirardi, Rimini e Weber desenvolveram as teorias de colapso. Nestas propostas, há apenas um tipo de evolução temporal de um sistema quântico, mas que é ligeiramente diferente da prevista pela Mecânica Quântica normal.
As partículas quânticas têm uma pequeníssima chance de sair da superposição para um estado onde a sua posição é definida. Tal chance é realmente pequena, ocorre infitesimalmente uma vez a cada 1010 anos. Entretanto, quando a partícula adentra para o estado de posição definida, todo o sistema quântico onde tal partícula está contida também tem posição definida. Como um sistema macroscópico é constituído de intermináveis partículas quânticas, todo o sistema está em estado de posição definida muitas vezes por segundo. Como o aparelho de medida é macroscópico, o aparelho também sairá do estado de superposição para o estado de posição definida muitas vezes por segundo. Ao se realizar uma medida a nível quântico, em algum momento o aparelho de medida sairá do estado de superposição para o estado de posição definida, e os resultados que são colhidos sempre serão com posição definida.
Isto resolve o problema da superposição, mas traz um elemento não-intuitivo para a evolução temporal de um sistema quântico. Embora seja possível realizar experimentos sobre a existência da possibilidade de uma partícula quântica sair do estado de superposição, tal experimento ainda não é viável.

#### Muitos mundos

Diagrama do gato de Schrödinger, segundo a interpretação de muitos mundos

Hugh Everett III, Bryce DeWitt e John Archibald Wheeler rejeitaram o postulado de projeção e afirmam que a evolução temporal prevista pela Mecânica Quântica é perfeitamente aceitável. Quando uma medida é realizada em uma partícula em superposição, o aparelho que executará a medida também estará em superposição. Entretanto, as diferentes partes da superposição correspondem a diferentes mundos alternativos. Se, por exemplo, medir o spin de uma partícula, o universo divide-se em dois: em um mundo encontraremos spin 1/2 e em outro encontraremos spin -1/2.
Para assegurar que as predições realizadas pela Mecânica Quântica sejam plausíveis dentro deste ponto de pista, devemos postular que o universo divide-se em infinitos outros universos, sendo que a probabilidade de encontrar um dos estados de posição definidos para uma partícula quântica é exatamente a percentagem de mundos onde podemos encontrar tal posição definida. Entretanto, o ceticismo é grande: muitos físicos afirmam que a afirmação mão é coerente e foge dos "padrões de normalidade". Além disso, essa proposta de se resolver o problema da medida apenas dispensa a necessidade de duas evoluções temporais para partículas quânticas, mas deixa intacta a necessidade de se estabelecer uma real definição do que seja uma medida.

## Física experimental

Diagrama de um interferômetro como usado na Experiência de Michelson-Morley

Os filósofos da Física tradicionalmente se preocupam com a natureza das teorias científicas, isto devido em grande parte ao papel central que a epistemologia teve na filosofia, principalmente após o início do século XX. Em vista do advento das teorias modernas na Física, foi a partir desta data que filósofos e historiadores de Física começaram a ficar mais atentos à Física Experimental, e têm argumentado que o experimento tem seus próprios métodos e práticas, que podem se diferenciar e serem incomensuráveis dentro da diversidade da Física Experimental.
Segundo Thomas Kuhn, os paradigmas científicos, que englobam toda uma linha de teorias científicas, métodos e valores, contém convicções científicas que não podem ser explicadas segundo as teorias existentes sobre racionalidade. Para Kuhn, a ciência "normal" é realizada dentro de um determinado paradigma científico praticamente estável, mesmo com a presença de anomalias que contrariam tal paradigma. Analisando-se as revoluções científicas, Kuhn percebe que estas estão associadas a mudanças de paradigma. Um paradigma não é banido quando a Física Experimental encontra uma anomalia, mas apenas quanto o próprio paradigma já não mais suporta a quantidade de anomalias. Segundo Imre Lakatos, que batiza paradigma como "programa de pesquisa", tais mudanças não ocorrem abruptamente. Consequentemente, não existem experimentos cruciais na História da Física. A concepção de Éter, para Lakatos, não foi abandonada abruptamente com a Experiência de Michelson-Morley, mas sim abandonada historicamente.
Neste contexto, a morte da geração antiga de cientistas e a formação da geração seguinte sob influência do novo paradigma que tenta se estabelecer desempenharia papel importante à evolução das teorias científicas.